# 虎牙直播
虎牙直播（原名YY直播，后脱离YY直播各自运行）是中国一家以游戏直播为主的视频直播网站。网站以YY直播为名创建于2011年，隶属于欢聚时代，2014年11月24日更名为虎牙直播，开始独立运营。2018年5月，虎牙在美国纽交所上市，股票代码为“HUYA”，成为中国第一家上市的游戏直播公司。2018年，虎牙推出海外产品Nimo TV进军国际市场，先后进入东南亚和拉丁美洲等地区。

## 直播情况
网站主要以游戏视频直播为主，直播内容有英雄联盟、王者荣耀、球球大作战、守望先锋、炉石传说等，也有美食直播、秀场直播、电视直播、演唱会直播、发布会直播、体育直播等内容。
虎牙直播是中国大陆首家使用HTML5直播技术、蓝光技术的直播平台。

### 节目
- 《荒野狂人》是一栏虎牙直播自制的户外生存类真人秀[7]。
- 《一夜真探》是一栏虎牙直播自制的探案类综艺节目[8]，周杰[9]、于小彤[10]、徐德亮出演[9]。
- 《任小米》全称为任小米秋收暨新米揭锅仪式，是一档直播新米丰收过程的公益节目，任志强出演[11]。
- 2018年，虎牙直播获得英雄联盟韩国冠军联赛（LCK）的独播权[6]。

### 高价签约主播
2016年2月，虎牙直播以近一亿元人民币签下电竞主播韩懿莹。
2016年6月，虎牙直播以近一亿元人民币签下电竞主播王涛涛夫妇。

### 明星参与直播
演员林志玲、赵丽颖、陈赫、唐嫣、林允儿等明星在虎牙直播参与过直播。2017年6月，演员张一山开始代言虎牙直播。

## 融资与投资
2017年5月，虎牙直播获得7500万美元的A轮融资。
2018年1月，彭博社报道，虎牙直播正计划赴美IPO上市，将至少募资2亿美元，并最快于2018年第二季度上市。《21世纪经济报道》报道称，虎牙1月的估值已接近20亿美元。有分析认为此举或与其融资困难，资本需求压力巨大有关。
3月6日，欢聚时代发布了2017财年第四季度及全年未经审计财报，其中透露虎牙直播已向美国证券交易委员会秘密提交了IPO申请文件，这意味着虎牙可能成为中国第一家在美国上市的游戏直播公司。
5月11日，虎牙登陸美國紐約交易所，成為中国遊戲直播行業第一股。
2018年9月7日，虎牙取得「守望先锋联赛」成都席位及其特许经营权。
2020年4月3日，腾讯控股全资子公司Linen Investment Limited以约2.626亿美元现金购买了约1600万股虎牙B类普通股，对虎牙进行收购。交易完成后，腾讯成为虎牙最大股东，投票权提高到50.1%。被收购后，虎牙将继续独立运营。8月10日，欢聚时代宣布将持有的3000万股虎牙直播股份出售给腾讯旗下全资子公司Linen Investment Limited。同日斗鱼直播发布公告称收到腾讯的不具约束力的初步建议书，建议其与虎牙直播通过交换股份的方式进行合并。10月12日，虎牙正式宣布收購斗魚，斗魚將成為虎牙子公司。2021年7月9日，国家市场监督管理总局决定，依据《中华人民共和国反垄断法》和《经营者集中审查暂行规定》规定，禁止虎牙与斗鱼合并。

## 奖项
- 2015年12月，获易观智库A10峰会之“易观之星大奖”[36]。
- 2016年6月，获艾瑞集团主办的第11届金瑞奖（iResearch Awards）之“2016最佳产品/服务创新奖”[37]。
- 2016年11月，获南方都市报主办的“2016新世代权力榜”之“最具商业价值直播平台奖”、“第一游戏直播平台奖”[38]。

## 争议
- 2014年11月，网易发出公告，指责欢聚时代自2012年9月起对网易公司旗下《梦幻西游2》进行游戏直播，并未获得过网易公司的任何授权[39]，并对以强制扣薪、高额罚款等严厉措施禁止主播参与网易旗下平台直播提出批评[40]。
- 2015年6月，虎牙直播在首页推荐其他直播平台主播小智的直播频道，而主播随后在微博上称该推荐未得到他的许可，侵害了自己的著作权。其后虎牙直播对此发表道歉[41]。
- 2017年6月29日，文化部开展了对直播平台的集中执法检查，查处了虎牙直播等直播平台的违规问题[42]。
- 2018年8月底，有媒体报道称有顺风车司机边接单边在虎牙平台上直播，且专挑女性乘客，且直播存在淫秽色情内容。对此，虎牙直播于8月29日宣布，禁止顺风车、快车、专车、拼车等各种形式的网约车司机以网友见面等形式进行直播[43]。
- 2018年10月7日，虎牙主播“莉哥”（本名杨凯莉）在直播过程中，篡改国歌曲谱，以嬉皮笑脸的方式演唱国歌第一句，并将国歌作为自己“网络音乐会”的“开幕曲”。10月10日，虎牙发布通报，称其行为违反了《中华人民共和国国歌法》中奏唱国歌时应当举止庄重的相关规定。对此，虎牙平台决定即日起封禁主播“莉哥”直播间，冻结主播莉哥直播账号，下架全部相关影像作品，并对其进行整改教育[44]。10月13日，上海静安警方通报，已依法对杨凯莉处以行政拘留5日[45]。
- 2020年6月，据中国中央电视台报道，由于冠状病毒病疫情导致多数学生无法返校上课，虎牙直播为学生开设“免费上网课渠道”。然而“免费上网课渠道”首先弹出的是各种网游的兴趣选项，学习栏目被放在最后，如果要进行网络学习，首先要浏览大量游戏、交友信息。而“免费网课”页面中也有大量游戏广告。有学生受此影响，在上网课期间玩网游，其中一名初中生花三万多元人民币，在虎牙直播平台购买了游戏装备和打赏。对此，虎牙直播表示报道中提及的未成年人消费投诉，平台已核实情况并完成退款。此外，虎牙直播此前上线的“青少年模式”也精选了一批适合未成年人观看的优质内容，且无法进行充值打赏、购买兑换、弹幕评论、视频直播等互动性操作；而虎牙“一起学”则是疫情期间平台基于用户需求，面向所有用户推出的产品功能，包括K12教育、成人教育、职业院校课程以及编程、舞蹈、绘画等兴趣类课程。由于上线仓促，部分产品功能也在持续改进。在央视曝光此情况后，“一起学”板块的广告已下线[46]。

## 外部連結
- 官方网站